# USS South Dakota (BB-57)
El USS South Dakota (BB-57) era un acorazado, primero de su clase, de la Armada de los Estados Unidos. Fue asignado en 1942 y sirvió en el Pacífico y brevemente en el Altántico durante la Segunda Guerra Mundial. Fue dado de baja en 1947, pasando a la reserva. Finalmente fue dado de baja y vendido para chatarra en 1962. Algunos elementos del buque se conservan repartidos por diferentes lugares del estado de Dakota del Sur del que recibe el nombre.

## Construcción y asignación
El USS South Dakota fue puesto en grada el 5 de julio de 1939 en los astilleros New York Shipbuilding Corporation, en Camden, Nueva Jersey. Fue el único buque de su clase que fue configurado como buque insignia de flota. Los equipamientos necesarios para cumplir con esta función se hicieron a costa de eliminar cuatro baterías de 130mm de la superestructura, quedándose en 16 mientras que el resto de navíos de la clase portaba 20.
Fue botado el 7 de junio de 1941, amadrinado por Mrs. Harlan J. Bushfield, esposa del gobernador del estado de Dakota del Sur. Fue asignado el 20 de marzo de 1942 y puesto al mando del capitán Thomas L. Gatch. Realizó sus pruebas de mar hasta el mes de agosto de 1942 en que partió en dirección al Pacífico.

## Servicio
En 1942 fue asignado como barco de escolta del portaaviones Enterprise. Formó con el acorazado USS Washington un grupo, bajo el mando del vicealmirante Willis A. Lee, y participó en la batalla naval de Guadalcanal (en el llamado Iron Botton Sound) el 14 de noviembre de 1942, sufrió graves daños al sostener un clásico combate nocturno con el acorazado japonés Kirishima y el destructor Ayanami en un mano a mano; pero fue auxiliado oportunamente por el USS Washington y su fuego dirigido por radar fue certero deshabilitando al acorazado japonés, también resultó  fatalmente averiado el destructor Ayanami, logrando Estados Unidos una importante victoria (el  acorazado japonés Kirishima finalmente sería hundido por apertura de válvulas para evitar su captura).